# 第二種人
《第二種人》，是倪匡筆下科幻小說衛斯理系列之一，系列編號47，連載於1980年10月14日至1981年3月11日的《明報》。
故事首先描述一宗大型飛機失事意外，因衛斯理在出事前。曾和失事飛機的機長自酒吧喝酒，所以決定調查此事，最後發現地球上除了「純動物人」外，還有另一種人存在，乃由動植物未分化時的生物體進化而來。雖然外型與第一種人（由動物進化而來的人）相似，然而體內細胞有葉綠素，呼吸會呼出氧氣，情緒激動時，臉上會呈現綠色。這第二種人和「純動物人」表面沒有分別，其內在卻擁有植物的特性。

## 故事概述

### 七四七飛機失事意外
馬基機長作他退休前的最後一次飛行。在飛行到馬來半島上空時，突然向塔台發出緊急降落要求。在降落時卻控制不當，導致三十多人喪生。因為衛斯理曾於飛行前夜和馬基喝過酒，加上馬基工作的紀錄良好，那家航空公司的副總裁祁士域親自上門，力邀衛斯理調查此事，以證明馬基清白，所以衛斯理和白素就到航空公司會議室了解事情。在會議室，根據當時在場的副駕駛員白遼士、飛行工程師達寶、通訊員文斯和侍應長連能的敘述，當時馬基突然驚叫起來，將自動駕駛系統改為人手操縱，並以極高速下降，因為馬基在飛行中看到一些奇特的東西，似乎是飛碟上的綠色小人，但是飛行座艙內的副機長，飛行工程師，通訊工程師和機上侍應長都表示雷達上並沒有甚麼奇特的東西。在馬來西亞的沙巴降落時，馬基突然放棄對航機的控制，幸而白遼士控制得宜，才令死亡人數降至最低。因為此事對馬基十分不利，所以公司的另一副總裁奧昆認為無需邀請衛斯理和白素來調查此事。白素認為有必要見馬基，所以祁士域就去安排。

### 與馬基機長的會面
因為白素另有事要忙，所以衛斯理獨個兒去見馬基。在之前祁士域曾和馬基會過面，馬基表現得不像一個正常人：對於白遼士等人所述的話全然不知、稱白遼士等人不是人、打傷警員。當衛斯理見過馬基後，只知道馬基認為白遼士等人並不是說真話和他並不知道事情經過而已。
衛斯理感到十分沮喪，在回家途中被警察攔截，並被他們拘捕，因為他們懷疑衛斯理串謀一些通緝犯把馬基劫出來，而衛斯理認為是祁士域所幹的，因他之前曾經向衛斯理暗示過，而且馬基在被劫獄者帶走時曾大喊祁士域的名字，並警告祁士域不能和「他們」作對，但所有人都不知馬基所說的「他們」是指誰。衛斯理的行動卻因此受到限制。

### 黃堂與白素的經歷
白素因為接到一個老婦人的電話，得知她的朋友黃堂在馬來亞沙巴的機場附近受了傷，而且經歷十分怪異，所以要求白素出來見他。黃堂見到白素後，立即把事發經過，告訴白素：黃堂在沙巴接收犯人，在機場附近犯人逃脫，追趕過程中被一輛汽車撞倒，汽車去而復返，黃堂看到車上四人中其中一人是白遼士。白素認為黃堂認錯人，但黃堂堅決否認他認錯人。於是白素花時間說服他，甚至致電給遠在北歐的白遼士，最終白素走了。
在路中，一個人攔停了白素的汽車，此人正是白遼士。但白素方才離開黃家大屋前，才和北歐的白遼士通過電話，所以白素震驚不已，認為他是仿製人(ANDROID)。白遼士上了白素的車後，弄了些狡獪，要求二人到清沙灘詳談，後又感後悔，於是利用催眠術把白素催眠。白素清醒後立即到清沙灘，只見一個人在採紫菜，詢問後並得不到甚麼。

### 四個人的共通點
白素欲從航空公司方面查探白遼士的身分但不果，隨即與衛斯理會合。二人決定去白遼士的住所調查，到達後看到屋旁有一個十分大的溫室。二人提出「兩個白遼士」一事，但他卻矢口否認，於是二人便離開。
二人之後分別到過文斯、達寶和連能的住所附近，也發現他們屋旁有一個溫室。更在連能的溫室裡，見到他正在進行日光浴，奇異的是，他的膚色變得像一株樹。而衛斯理之前曾聽一個少婦說過，白遼士曾經也是這樣像一株樹站著。當連能慢慢地恢復原狀後，意外發現衛斯理與白素在此。交談後，因連能否認一切，所以他們甚麼也得不到。
最後，衛斯理和白素離開，並把四人的共通點綜合起來：
1. 四人屋後均有溫室。
2. 四人皆是孤兒。
3. 白遼士、連能不怕冷，不用壁爐，屋內壁爐沒有用過痕跡。
4. 白遼士、連能情緒異樣時臉色會變綠，並會把膚色變綠進行日光浴。
5. 四人皆有「化身」的本領。

對於第二項，白素認為是有人刻意把四人送到孤兒院掩飾身分。而她也曾推測四人是外星人。
另外，祁士域因為被人懷疑是他救走馬基，而事實上他並沒有做過，因而選擇自殺，以表清白。因此衛斯理的行動限制也解除了。

### 會流血的植物
第二天，衛斯理和白素到達寶的住所調查，卻從一個老教師口中知道達寶已到了南美洲，並得知達寶小時候在上化學課時，怎也不肯向石灰水吹氣。因而獲得了倔強的達寶外號一事。衛斯理和白素進入了達寶的溫室，發現有四個會發出呼吸聲的怪植物。衛斯理臨走時，趁著白素不為意，偷偷把其中一株的怪植物折了一部分，而那一部分立時分沁出一種像血的液體。混亂之間達寶出現，達寶聲稱這是種罕見的植物。在達寶下逐客令後，衛斯理和白素假裝離開，去而復返，但二人先後被人用麻醉藥麻醉。

### 竊聽四個人的對話
衛斯理清醒後，發現身上所有物品全都在，沒有不見，所以輕而易舉就逃了出來。逃至一間房間外，聽到白遼士、達寶、文斯和連能在對話。他們在討論如何處理衛斯理、白素和馬基，一番討論後他們決定放過衛斯理和白素，因為他們所知不多，但決定帶馬基一起回去，因為馬基所知實在太多，而他們又不想殺人，衛斯理覺得他們情操十分高尚。當他們四人準備離開時，衛斯理衝入房間，卻發現他們全消失不見了。搜尋但沒有發現，於是決定回去。在機場內遇見奧昆，發現他情緒異樣時臉色變綠，所以認為他是和白遼士同一黨的人。而奧昆也因此而離開了航空公司副總裁的位置。

### 真相大白
半個月後，衛斯理在和植物學家單相的一次會面中，得知四個人當中的達寶，曾就植物的神經系統和單相討論過。衛斯理聽過錄音後，認為他們就是由動物和植物結合而成的高級生物。為了不讓世人發現他們的存在，他們四人在飛機座艙用手架起了馬基，製造了飛機迫降卻意外失事。他們之所以說謊串供，陷害馬基機長，也是這個原因。而這一切都是為了隱瞞他們的存在。

### 桃花水泉開始處
衛斯理和白素在半個月後，來到了巴西里約熱內盧，在報上刊登廣告，並聲稱他們已知道達寶他們是另一種人，透過電話，達寶他們也答應把真相告知衛斯理和白素（詳見本條目段落「第二種人的浩劫」），他們到達一個小山谷和所有第二種人會面，也見到馬基在那裡生活得十分好，了解到馬基在飛機上因見到白遼士臉色變綠，頭髮豎起。所以要求緊急降落。而衛斯理和白素離開後又想再次回來，但卻無法回去。

### 第二種人的浩劫
第二種人（動植物人）早在人類出現之前就有著高度文明。在冰河時期，地球上的各種生物都逐漸死亡，當時第二種人開始挽救這些生物，而後來這些生物中有一部分就進化成純動物人。後來原始人的智慧越來越高，為了爭奪資源，殺戮成性，然後開始對付第二種人，使第二種人的人數銳減，所以第二種人就決定逃避，或混入人類之中生活，但很多都難逃被殺的結局，結果，第二種人現時只剩下不到三千人。第二種人因為和第一種人（純動物人）生存環境相同，進化的結果也一樣，他們的外貌和純動物人沒有分別，唯一不同是第二種人在情緒異樣時，臉色會變綠。呼吸系統也和純動物人的截然不同，第二種人是吸入二氧化碳，呼出氧氣。而他們身上的細胞是具有植物性特徵的細胞，具有動物和植物的雙重特徵，例如有葉綠素。第二種人在胚胎發育過程早期，有明顯的植物性（例如長著根），但不久就會消失。第二種人的思想和純動物人的截然不同，第二種人沒有劣根性、侵略性，不會去侵犯他人。而且，第二種人的腦電波比純動物人的強烈得多，可以利用腦電波互相通訊，有如心電感應。第二種人是採用無性繁殖法繁殖下一代的，也就是培養一顆細胞，使其變成一個完整的生命。此之所以他們有第二個分身。而黃堂在沙巴看到的其實是另一個白遼士。白遼士二世、達寶二世、文斯二世、連能二世，是他們本尊的第二分身，他們喜歡航海。有一艘白色的船，速度很快。清沙灘老人看到的就是這個船。

## 故事角色
- 衛斯理 - 故事主角。衝動冒失。因曾於七四七飛機飛行前夜和馬基喝酒，意外被捲入事件中。
- 白素 - 衛斯理之妻子。冷靜沉著。與衛斯理一起行動。
- 馬基 - 七四七飛機的機長。在降落時控制不當，導致三十多人喪生。自稱飛行過程中看見綠色的小人。
- 祁士域 - 航空公司的副總裁。馬基的朋友。力邀衛斯理加入調查飛機事件。
- 白遼士 - 七四七飛機上的副駕駛。高大的金髮男子。樂觀開朗的北歐人。
- 達寶 - 七四七飛機上的飛行工程師。有『倔強的達寶』外號。
- 文斯 - 七四七飛機上的侍應長。性格沉穩。
- 連能 - 七四七飛機上的通訊工程師。屋子後有一座巨大溫室。
- 奧昆 - 航空公司的副總裁。一頭紅髮。白人。矮胖的男子。個性衝動。
- 黃堂 - 警方主任。在馬來西亞沙巴追捕逃犯。意外被車子撞斷了腿。認為是副機長白遼士所為。
- 單相 - 單是上海姓氏(單音善，是『禪讓』的『禪』簡寫)植物學家。向衛斯理講解植物的神經系統。力主植物也有感情。其弟單思出現在《盜墓》故事中。

## 作者所要表達的看法
作者利用第二種人的善良。對人類的劣根性作出諷刺，指出人類天性喜攻擊他人，而且人類在殘殺的過程中，學會欺騙、引誘等的卑鄙行為，使一些善良的人（即第二種人）不斷受害。這正好説明人類天性是殘忍自私的。天性喜好攻擊他人。作者最後寫道：「甚麼時候見過一朵花去傷害另一朵花？只有動物，才會互相殘殺。」

## 廣播劇
- 香港電台第一台於1984年6月27日至7月6日，逢星期一至五中午十二時半〈驚心動魄〉時段，以粵語首播《第二種人》廣播劇，合共8集。
  - 監製：李安求
  - 編導：梁繼璋
  - 播音
    - 李學斌 飾演 衛斯理
    - 車森梅 飾演 白素
    - 陳炳球 飾演 馬基
    - 莫家駒 飾演 祁士域
    - 林友榮 飾演 白遼士
    - 蔡雅各 飾演 連能
    - 簡偉安 飾演 達寶
    - 區永漢 飾演 文斯
    - 溫 泉 　飾演 奧昆
    - 林超榮 飾演 黃堂

- 香港商業電台以粵語於1987年星期一至五，每日下午三時正首播《第二種人》廣播劇，合共20集。為商台衛斯理廣播劇系列第七個故事。 
  - 監製：金貴
  - 改編：圓方
  - 播音
    - 朱子聰 飾演 衛斯理
    - 錢佩卿 飾演 白素
    - 楊廣培 飾演 馬基
    - 盧雄 　飾演 祁士域
    - 黎昭偃 飾演 奧昆
    - 陳森 　飾演 連能
    - 陳永信 飾演 白遼士
    - 馮天衡 飾演 達寶
    - 金貴 　飾演 文斯
    - 葉佳 　飾演 老蔡
    - 馮天衡 飾演 黃堂
    - 朱雪梅 飾演 黃女士(黃堂姑媽)
    - 吳鍾泰 飾演 便衣探員
    - 甄錦華 飾演 便衣探員
    - 金貴 　飾演 老教師
    - 金貴 　飾演 單相
    - 陳森 　飾演 採紫菜老人
    - 翠碧 　飾演 印第安婦人
    - 陳慕賢 飾演 酒店服務生

- 大陸廣州電台於2004年起以粵語首播衛斯理廣播劇，由主播講出《第二種人》故事。 
  - 主播:陳波
  - 合共27集